# Monte Cagua
Il Cagua, anche Kawa, Caua e Gagua, è uno stratovulcano attivo delle Filippine alto 1 160 m.s.l.m. che sorge nella Provincia di Cagayan, nell'estremo nord dell'arcipelago asiatico.
Il Cagua è un complesso costituito di basalto e andesite con un diametro alla base di circa 12 km e un cratere largo 1,5 km: nei pressi del cratere sono presenti le fonti termali di Kabinlanganì, Maasok, Magrafil, Manaring e Paminta. 	. L'attività vulcanica storica del Cagua riporta di una eruzione stromboliana nel 1860 e di una forte fase solfatarica nel 1906.